# Inscription sur cuivre de Laguna

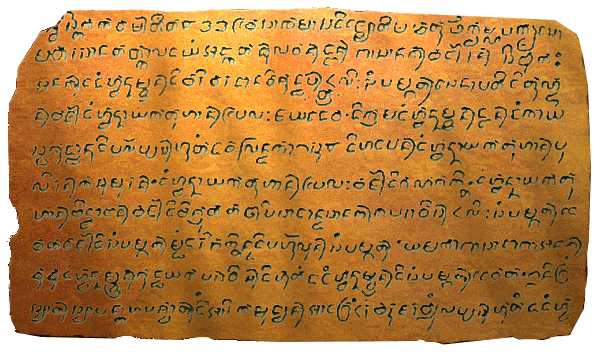
L'inscription est gravée sur une fine plaque de cuivre d'environ 20 par 30 centimètres.

L'inscription sur cuivre de Laguna, trouvée en 1989 dans la baie de Laguna, sur le territoire métropolitain de Manille, est le plus ancien document écrit philippin connu à ce jour. Elle porte une inscription avec la date 822 de l'ère Saka correspondant au 21 avril 900 apr. J.-C. Certains auteurs considèrent qu'elle est rédigée dans un mélange de sanscrit, de vieux-javanais, de vieux-malais et de vieux-tagalog. D'autres auteurs considèrent que la langue de cette inscription est plus simplement du vieux-malais, avec des emprunts au sanscrit, comme c'était en général le cas dans ce type d'inscription. À l'époque, les Philippines étaient une escale sur les routes commerciales reliant l'archipel indonésien à la Chine du Sud. Les marins et marchands malais jouaient un rôle de premier plan dans ces échanges.
L'inscription a été traduite pour la première fois par Antoon Postma, un chercheur hollandais. Elle déclare que son porteur, un certain Namwaran, est dégagé d'une dette en or. Ce document est conservé au Musée national du Peuple philippin.
La plaque de cuivre diffère en fabrication des plaques javanaises de l'époque en ce que les mots sont gravés sur la surface, au lieu d'être inscrits dans une plaque de métal chauffé et amolli.

## Transcription
Swasti shaka warsatita 822 Waisaka masa di(ng) jyotisa. Caturthi Krisnapaksa somawara sana tatkala Dayang Angkatan lawan dengan nya sanak barngaran si Bukah anak da dang Hwan Namwaran dibari waradana wi shuddhapattra ulih sang pamegat senapati di Tundun barja(di) dang hwan nayaka tuhan Pailah Jayadewa.
Di krama dang Hwan Namwaran dengan dang kayastha shuddha nu diparlappas hutang da walenda Kati 1 Suwarna 8 dihadapan dang Huwan nayaka tuhan Puliran kasumuran.
dang Hwan nayaka tuhan Pailah barjadi ganashakti. Dang Hwan nayaka tuhan Binwangan barjadi bishruta tathapi sadana sanak kapawaris ulih sang pamegat dewata [ba]rjadi sang pamegat Medang dari bhaktinda diparhulun sang pamegat. Ya makanya sadanya anak cucu dang Hwan Namwaran shuddha ya kapawaris dihutang da dang Hwan Namwaran di sang pamegat Dewata.
Ini grang syat syapanta ha pashkat ding ari kamudyan ada grang urang barujara welung lappas hutang da dang Hwa

## Traduction
Longue vie ! Année Saka 822, mois de Waisakha, d'après l'astronomie. Le 4e jour de la lune descendante, lundi. En cette occasion, Dame Angkatan, et son frère du nom de Bukah, les enfants de l'honorable Namwaran, ont reçu un document de complet pardon du commandant en chef de Tundun, représenté par le Seigneur Ministre de Pailah, Jayadewa.
Par cet ordre, à travers le scribe, l'honorable Namwaran a été gracié de toutes et est libéré de ses dettes et arriérés d'un 1 Katî et 8 Suwarna devant l'honorable Seigneur Ministre de Puliran, Kasumuran par l'autorité du Seigneur Ministre de Pailah.
En raison de son fidèle service comme sujet du chef, l'honorable et largement renommé Seigneur Ministre de Binwangan reconnu par tous les parents vivants de Namwaran revendiqués par le chef de Dewata, représenté par le chef de Medang.
Oui, les descendants vivants de l'honorable Namwaran sont donc graciés, en effet, de toute dette de l'honorable Namwaran au chef de Dewata.
Ceci, en tout cas, déclarera à quiconque désormais que si en un jour futur il y devait avoir un homme qui proclame qu'aucun dégagement de la dette de l'honorable...